# Jacqueline du Bief
Jacqueline du Bief (Paris, 4 de dezembro de 1930) é uma ex-patinadora artística francesa. Ela conquistou uma medalha de bronze olímpica em 1952, e conquistou duas medalhas em campeonatos mundiais, sendo uma de ouro e uma de prata.

## Principais resultados

### Individual feminino
| Resultados                                            | Resultados      | Resultados      | Resultados      | Resultados       | Resultados       | Resultados        | Resultados    | Resultados    | Resultados    | Resultados    | Resultados    | Resultados    |
| Internacional                                         | Internacional   | Internacional   | Internacional   | Internacional    | Internacional    | Internacional     | Internacional | Internacional | Internacional | Internacional | Internacional | Internacional |
| Evento/Temporada                                      | 1946– 1947      | 1947– 1948      | 1948– 1949      | 1949– 1950       | 1950– 1951       | 1951– 1952        |               |               |               |               |               |               |
| ----------------------------------------------------- | --------------- | --------------- | --------------- | ---------------- | ---------------- | ----------------- | ------------- | ------------- | ------------- | ------------- | ------------- | ------------- |
| Jogos Olímpicos                                       |                 | 16.ª            |                 |                  |                  | Medalha de bronze |               |               |               |               |               |               |
| Campeonato Mundial                                    |                 | 18.ª            | 9.ª             | 6.ª              | Medalha de prata | Medalha de ouro   |               |               |               |               |               |               |
| Campeonato Europeu                                    |                 |                 | 7.ª             | Medalha de prata | Medalha de prata | Medalha de prata  |               |               |               |               |               |               |
| Nacional                                              |                 |                 |                 |                  |                  |                   |               |               |               |               |               |               |
| Campeonato Francês                                    | Medalha de ouro | Medalha de ouro | Medalha de ouro | Medalha de ouro  | Medalha de ouro  | Medalha de ouro   |               |               |               |               |               |               |
|                                                       |                 |                 |                 |                  |                  |                   |               |               |               |               |               |               |
| Legenda: Competição não foi disputada nesta temporada |                 |                 |                 |                  |                  |                   |               |               |               |               |               |               |

### Duplas

#### Com Tony Font
| Campeonato Francês | Medalha de ouro | Medalha de ouro |